# Parco nazionale della Garamba
Il parco nazionale della Garamba (in francese: parc national de la Garamba) un'area naturale protetta che si trova nella Repubblica Democratica del Congo in Africa. Venne istituito nel 1938. È uno dei parchi più antichi dell'Africa ed è stato inserito nella lista dei patrimoni dell'umanità dell'UNESCO nel 1980.
Il parco è famoso per il programma di addomesticamento degli elefanti africani iniziato negli anni 1960, che tenta di permettere ai turisti di cavalcare questi pachidermi. L'area del fiume Garamba ospitava l'ultima colonia di rinoceronti bianchi settentrionali, ma dal 2006 non vi sono più stati avvistamenti.

## Storia
Il parco venne inserito la prima volta tra quelli in pericolo a metà degli anni 1980 dopo che l'Unione internazionale per la conservazione della natura (IUCN) stimò la popolazione dei rinoceronti bianchi in soli 15 esemplari. Il WWF, la Frankfurt Zoological Society e l'UNESCO/IUCN collaborarono con il governo zairese per il ripopolamento del luogo. Gli sforzi vennero ripagati ed il sito venne dichiarato salvo nel 1992.
Nel 1991 una città vicina venne conquistata dall'Esercito di Liberazione del Popolo del Sudan (SPLA) ed i rifugiati iniziarono a migrare nell'area che circonda il parco, fino a raggiungere a 50 000 persone nel 1993. I rifugiati ed i militari utilizzarono armi automatiche per recuperare il bushmeat dagli animali, mentre i guardiaparco non erano in grado di salvaguardare il parco da persone armate in maniera così pesante. Vi furono così 121 sparatorie tra il 1993 ed il 1995, durante le quali bufali ed elefanti vennero abbattuti.
Nel 1996 due rinoceronti bianchi vennero uccisi, causando il rientro del parco tra i siti in pericolo.
La percentuale di elefanti presenti nel parco è scesa drasticamente del 90%: dai 20.000 esemplari presenti negli anni '60 ai 2.000 del 2012. Nel 2012, 22 elefanti furono uccisi durante un attacco in elicottero da parte di alcuni bracconieri che gli tagliarono le zanne e i genitali. Nel 2014, altri 68 elefanti furono uccisi dai bracconieri incluso un giovanissimo esemplare ancora privo di zanne.